# Kovács Laura Ildikó
Kovács Laura Ildikó (Temesvár, 1980. április 26. –) erdélyi származású magyar informatikus, egyetemi oktató, Kovács Béla matematikus leánya, Kovács Levente villamosmérnök húga.

## Életpályája
2002-ben matematika-informatika szakot végzett a temesvári egyetemen, ugyanott informatika mesterszakot 2004-ben. 2003–2007 között tanársegéd a temesvári egyetem matematika és informatika karán, közben doktorandusz a linzi egyetemen és a RISC kutatóintézetben. 2007-ben doktorált a linzi Johannes Kepler egyetemen Automated Invariant Generation by Algebraic Techniques for Imperative Program Verification in Theorema című dolgozatával. 2007–2010 között posztdoktori kutató a lausanne-i EPFL-nél, majd a zürichi ETH-nál. 2010-től a bécsi műszaki egyetemen dolgozik, ahol 2012-ben habilitált, 2016-tól egyetemi tanár.

## Munkássága
Kutatási területei: formális szoftverellenőrzés, szimbolikus számítások (számítógépes algebra és algoritmikus kombinatorika), automatikus tételbizonyítás. Többnyire Kovács Laura néven publikál.

### Válogatott cikkei
- Buchberger, Bruno; Crăciun, Adrian; Jebelean, Tudor; Kovács, Laura; Kutsia, Temur; Nakagawa, Koji; Piroi, Florina; Popov, Nikolaj; Robu, Judit; Rosenkranz, Markus; Windsteiger, Wolfgang: Theorema: Towards computer-aided mathematical theory exploration. J. Appl. Log. 4, No. 4, 470–504 (2006).
- Kovács, Laura Ildikó; Jebelean, Tudor: Automated generation of loop invariants by recurrence solving in Theorema. An. Univ. Timis., Ser. Mat.-Inform. Spec. Iss. I, 151–166 (2004).
- Kovács, Laura; Jebelean, Tudor: Practical aspects of imperative program verification in Theorema. An. Univ. Timis., Ser. Mat.-Inform. 41, Spec. Iss., 135–154 (2003).
- Kovács, Laura; Moser, Georg; Voronkov, Andrei: On transfinite Knuth-Bendix orders. In: Bjørner, Nikolaj (ed.) et al., Automated deduction – CADE-23. 23rd international conference on automated deduction, Wroclaw, Poland, July 31 – August 5, 2011. Proceedings. Berlin: Springer (ISBN 978-3-642-22437-9/pbk). Lecture Notes in Computer Science 6803. Lecture Notes in Artificial Intelligence, 384–399 (2011).
- Henzinger, Thomas A.; Hottelier, Thibaud; Kovács, Laura; Rybalchenko, Andrey: Aligators for arrays (tool paper). In: Fermüller, Christian G. (ed.) et al., Logic for programming, artificial intelligence, and reasoning. 17th international conference, LPAR-17, Yogyakarta, Indonesia, October 10–15, 2010. Proceedings. Berlin: Springer (ISBN 978-3-642-16241-1/pbk). Lecture Notes in Computer Science 6397, 348–356 (2010).
- Kovács, Laura; Voronkov, Andrei: Interpolation and symbol elimination. In: Schmidt, Renate A. (ed.), Automated deduction – CADE-22. 22nd international conference on automated deduction, Montreal, Canada, August 2–7, 2009. Proceedings. Berlin: Springer (ISBN 978-3-642-02958-5/pbk). Lecture Notes in Computer Science 5663. Lecture Notes in Artificial Intelligence, 199–213 (2009).
- Knoop, Jens; Kovács, Laura; Zwirchmayr, Jako: Replacing conjectures by positive knowledge: inferring proven precise worst-case execution time bounds using symbolic execution. J. Symb. Comput. 80, Part 1, 101-124 (2017)
- Kovács L.: Efficient approximation for counting of formal concepts generated from formal context. Miskolc Math. Notes 19, No. 2, 983-996 (2018).
- Moosbrugger, Marcel; Bartocci, Ezio; Katoen, Joost-Pieter; Kovács, Laura: The probabilistic termination tool amber. Form. Methods Syst. Des. 61, No. 1, 90-109 (2022).
- Humenberger, Andreas; Amrollahi, Daneshvar; Bjørner, Nikolaj; Kovács, Laura: Algebra-based reasoning for loop synthesis. Formal Asp. Comput. 34, No. 1, Article No. 4, 31 p. (2022).
- Jaroschek, Maximilian; Kauers, Manuel; Kovács, Laura: Lonely points in simplices. Discrete Comput. Geom. 69, No. 1, 4-25 (2023).

Publikációi listája ingyenesen elérhető a ZbMath, valamint előfizetés alapján a MathSciNet oldalain.

## Külső hivatkozások
- Linzi Egyetem honlapja
- RISC kutatóintézet honlapja